# (37652) 1994 JS1
1994 JS1 (asteroide 37652) é um asteroide da cintura principal. Possui uma excentricidade de 0.34859240 e uma inclinação de 19.41642º.
Este asteroide foi descoberto no dia 4 de maio de 1994 por Carl W. Hergenrother e Timothy B. Spahr em Catalina Station.